# McKenzie (Alabama)
McKenzie é uma cidade  localizada no estado americano do Alabama, no Condado de Butler e Condado de Conecuh.

## Demografia
Segundo o censo americano de 2000, a sua população era de 644 habitantes.
Em 2006, foi estimada uma população de 615, um decréscimo de 29 (-4.5%).

## Geografia
De acordo com o United States Census Bureau, a localidade tem uma área de 9,7 km², sem área coberta por água. McKenzie localiza-se a aproximadamente 101 m acima do nível do mar.

## Localidades na vizinhança
O diagrama seguinte representa as localidades num raio de 32 km ao redor de McKenzie.